# Ярославский завод топливной аппаратуры
ОАО «Ярославский завод топливной аппаратуры» (ЯЗТА) — российское предприятие, расположенное в Ярославле. Выпускает топливную аппаратуру для автомобильных и тракторных дизелей.

## История
Завод основан в октябре 1929 года на месте спичечной фабрики предпринимателя Дунаева. На фабрике Дунаева и построенных рядом с ней сооружениях после реконструкции был освоен выпуск швейных машин. В 1930 году фабрика стала называться — Ярославский механический завод треста Госшвеймашина.
Однако через год предприятие передали Наркомату тяжелой промышленности и оно снова сменило название, став теперь Государственным механическим заводом № 62. В предвоенное десятилетие завод выпускал оборонную продукцию, на нём сформировался коллектив специалистов. В 1941 году предприятие эвакуировали в Челябинск, а на его месте приказом Наркома боеприпасов СССР был вновь организован механический завод № 599. Переход на мирные рельсы в 1945 году потребовал от завода освоить мирную продукцию — картофелекопалки, окучники, запчасти к тракторам. В 1955 году завод наладил выпуск велосипедных втулок и электромоторов для стиральных машин.
В 1961 году завод (под обозначением п/я 99) стал заниматься изготовлением топливной аппаратуры для советских автомобильных дизельных двигателей на грузовые автомобили, трактора и другую технику. Предприятие вскоре получает название Ярославский завод топливной аппаратуры и становится одним из основных поставщиков Ярославского моторного завода, осваивающего новое семейство дизелей ЯМЗ-236/238/240. Резкое увеличение потребности в топливных насосах высокого давления привело к серьёзной реконструкции ЯЗТА. В результате с 1965 года выпуск топливных насосов высокого давления ведется конвейерным способом.
В 1975 году освоен выпуск топливной аппаратуры для 8- и 12-цилиндровых дизелей с размерностью 140 × 140 мм и максимальным давлением впрыска 800 атм. В 1980 году ЯЗТА за заслуги в развитии отечественного дизелестроения был награждён орденом Трудового Красного Знамени.
В 1988 году было создано объединение «Дизельаппаратура», в которое вошли Ярославский завод дизельной аппаратуры и Ярославский завод топливной аппаратуры, — с тех пор предприятия работают совместно.
В 1993 году ЯЗТА преобразован в акционерное общество открытого типа. В 2002 году он вошёл в состав холдинга «РусПромАвто». С 2006 года ОАО «ЯЗТА» входит в состав дивизиона «Силовые агрегаты» «Группы ГАЗ».
После объединения ЯЗТА с ЯЗДА и переноса оборудования на новые площадки промышленные корпуса завода, располагавшиеся недалеко от площади Мира были снесены, а на их месте начали строительство жилого комплекса «Династия».
С 1966 по 1995 годы руководителем предприятия был лауреат Государственной премии СССР Соколов Лев Геннадиевич.

## Продукция
Завод выпускает следующие виды продукции: топливная аппаратура, стенды для испытания форсунок, узлы газораспределительных механизмов.
Основными потребителями изделий ОАО «ЯЗТА» являются Ярославский, Тутаевский, Волгоградский, Заволжский моторные заводы, а также Волжский автомобильный завод и Тюменьнефтегаз.